# Église d’Auteuil (Métro Paris)

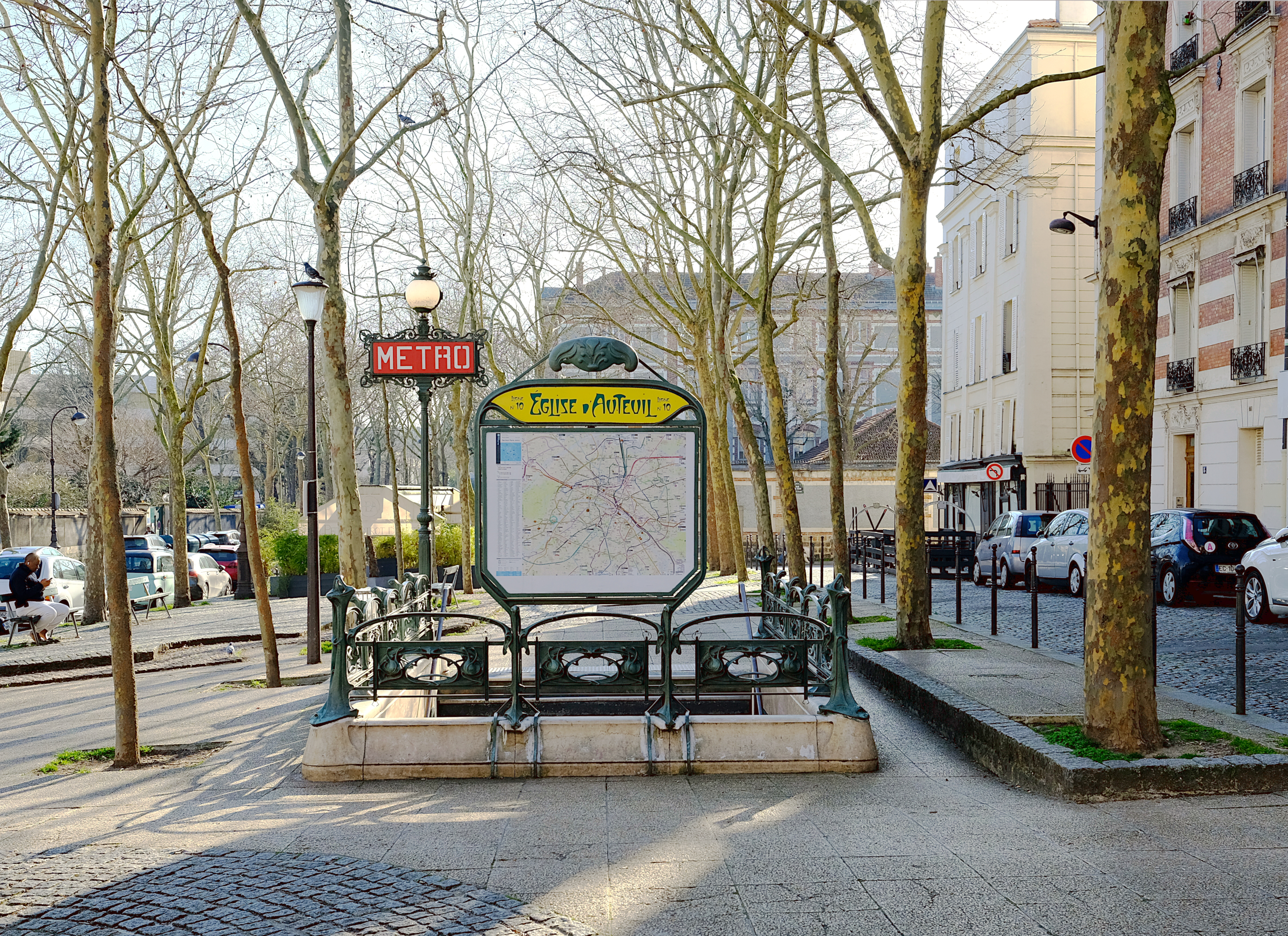
Zugang an der Place Théodore-Rivière mit Kandelaber des Typs „Val d’Osne“

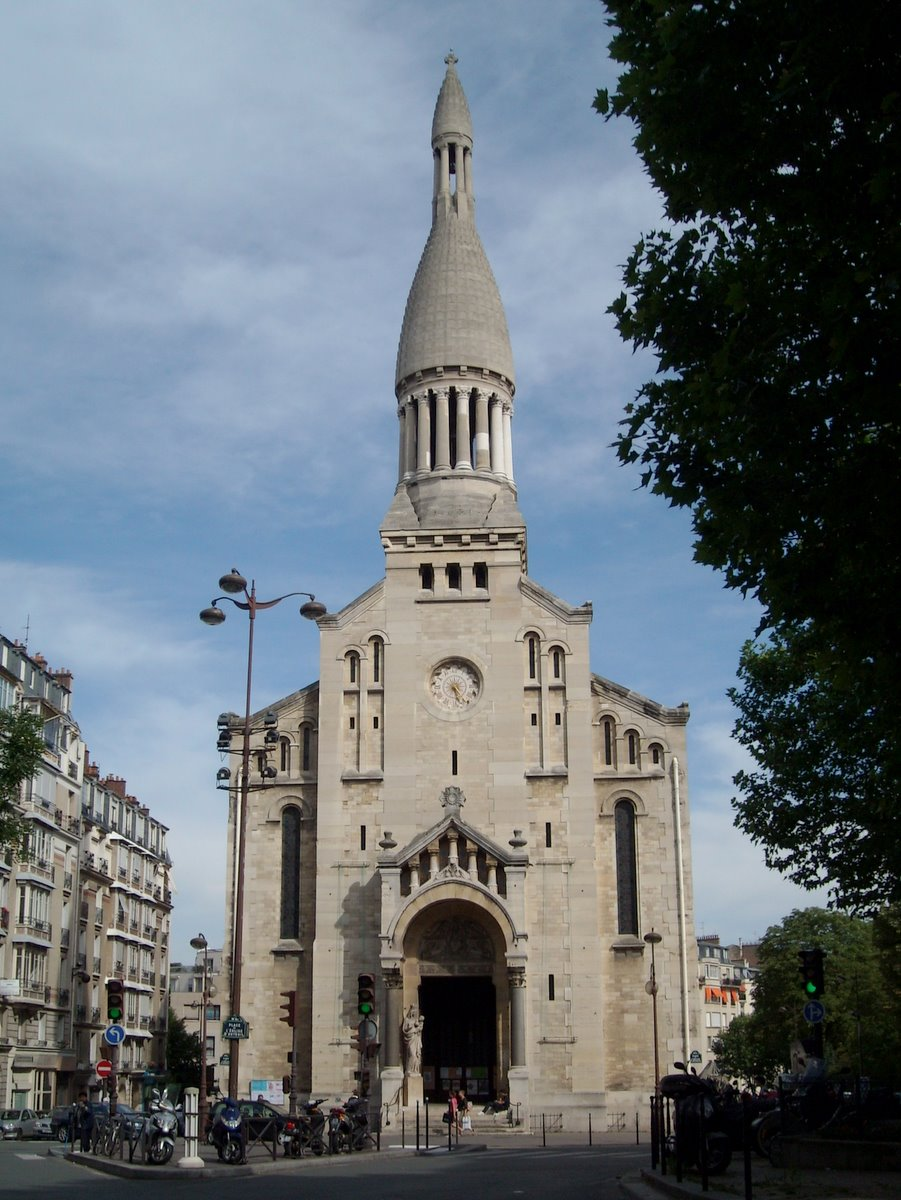
Notre-Dame d’Auteuil

Der U-Bahnhof Église d’Auteuil [eɡliz dotœj] ist eine unterirdische Station der Linie 10 der Pariser Métro. Die Zahl der einsteigenden Fahrgäste betreffend ist er die Métrostation mit dem geringsten Fahrgastaufkommen.

## Lage
Die Station befindet sich im Quartier d’Auteuil des 16. Arrondissements von Paris. Sie liegt längs unter der Rue Wilhem zwischen der Place Théodore-Rivière und der Rue Corot.

## Name
Namengebend ist die an der Rue Wilhem gelegene Kirche Notre-Dame d’Auteuil. Sie wurde zwischen 1877 und 1884 an der Stelle eines Vorgängerbauwerks aus dem 11. Jahrhundert errichtet.
Zunächst trug die Station nach der Rue Wilhem den Namen „Wilhem“. Diese ist nach dem Schriftsteller und Komponisten Guillaume-Louis Bocquillon, der das Pseudonym Wilhem benutzte, benannt. Auf Initiative eines Gemeinderats, der fälschlich annahm, der Name beziehe sich auf den deutschen Kaiser Wilhelm II., wurde die Station am 15. Mai 1921 umbenannt.

## Geschichte und Beschreibung
Die Station wurde am 30. September 1913 mit der Eröffnung der westlichen Verlängerung der Linie 8 von Beaugrenelle (seit 1947: Charles Michels) bis Porte d’Auteuil in Betrieb genommen. Am 27. Juli 1937 wurde der betreffende Abschnitt der Linie 8 zwischen La Motte-Picquet – Grenelle und Porte d’Auteuil der Linie 10 zugeordnet.
Sie liegt am Anfang der ehemaligen Endschleife Boucle d’Auteuil und gehört zu den wenigen Stationen, die nur ein Gleis aufweisen. Nur die Züge in Richtung Boulogne – Pont de Saint-Cloud halten dort, für die Gegenrichtung muss in der nahen Station Mirabeau eingestiegen werden.
Unter einem elliptischen, weiß gefliesten Gewölbe liegt an der Nordostseite des Gleises der 75 m lange Bahnsteig. Zu jedem seiner Enden führt ein Zugang, der südöstliche liegt gegenüber der Einmündung der Rue Corot. Der nordwestliche Zugang an der Place Théodore-Rivière ist durch einen Kandelaber der Typs Val d’Osne markiert.

## Fahrzeuge
Auf der Linie 10 verkehren konventionelle Züge der Baureihe MF 67. Zwischen 1975 und 1994 liefen Züge der Baureihe MA, davor solche der Bauart Sprague-Thomson.